# Melodinus celastroides
Melodinus celastroides är en oleanderväxtart som beskrevs av Henri Ernest Baillon. Melodinus celastroides ingår i släktet Melodinus och familjen oleanderväxter. Inga underarter finns listade i Catalogue of Life.